# Calymperes noakhalense
Calymperes noakhalense là một loài rêu trong họ Calymperaceae. Loài này được Brühl & P.K. Sarkar mô tả khoa học đầu tiên năm 1929.